# Ремик, Ли
Ли Энн Ре́мик (англ. Lee Ann Remick; 14 декабря 1935 — 2 июля 1991) — американская актриса. Обладательница двух «Золотых глобусов», а также номинантка на премии «Оскар» и «Тони».

## Биография
Ли Ремик родилась в Массачусетсе 14 декабря 1935 года. В юности она посещала танцевальную школу, а также актёрские курсы в колледже Бернард и Актёрскую студию в Нью-Йорке. В 1953 году состоялся дебют Ли на Бродвее.
Её кинодебют состоялся в 1957 году в фильме Элиа Казана «Лицо в толпе». Далее последовали заметные роли в фильмах «Долгое жаркое лето» (1958) и «Анатомия убийства» (1959). В 1960 году она во второй раз снялась у Элиа Казана в фильме «Дикая река» (1960). В 1962 году Ремик была номинирована на премию «Оскар» как лучшая актриса за роль Кирстен Арнесен Клей, жены персонажа Джека Леммона в фильме «Дни вина и роз».
В 1966 году Ли была номинирована на премию «Тони» за роль в бродвейской пьесе «Дождись темноты». Спустя год пьеса была экранизирована, главную роль в одноимённом фильме сыграла Одри Хепбёрн. В 1976 году Ли сыграла Кетрин Торн, мать Дэмиена в мистическом триллере «Омен».
От первого мужа Билла Коллерана (1957—1968) Ли родила сына Мэттью и дочь Кейт. Её вторым мужем был британский продюсер Кип Гоуэнс (1970—1991). Ли Ремик умерла 2 июля 1991 года от рака в своём доме в Лос-Анджелесе в возрасте 55 лет. За свой вклад в киноиндустрию Ли удостоена звезды на Голливудской аллее славы.

## Избранная фильмография
| Год  |    | Русское название        | Оригинальное название       | Роль                 |
| ---- | -- | ----------------------- | --------------------------- | -------------------- |
| 1957 | ф  | Лицо в толпе            | A Face in the Crowd         | Бетти Лу Флеккум     |
| 1958 | ф  | Долгое жаркое лето      | The Long, Hot Summer        | Юла Варнер           |
| 1959 | ф  | Анатомия убийства       | Anatomy of a Murder         | Лора Мэнион          |
| 1960 | ф  | Дикая река              | Wild River                  | Кэрол Гарт Болдуин   |
| 1962 | ф  | Эксперимент с ужасом    | Experiment in Terror        | Келли Шервуд         |
| 1962 | ф  | Дни вина и роз          | Days of Wine and Roses      | Кирстен Арнесен Клэй |
| 1963 | ф  | Бегущий человек         | The Running Man             | Стелла Блэк          |
| 1969 | ф  | Трудный контракт        | Hard Contract               | Шейла Меткаф         |
| 1970 | ф  | Порою блажь великая     | Sometimes a Great Notion    | Вив Стэмпер          |
| 1976 | ф  | Омен                    | Omen                        | Кэтрин Торн          |
| 1977 | ф  | Телефон                 | Telefon                     | Барбара              |
| 1978 | ф  | Прикосновение медузы    | The Medusa Touch            | доктор Зонфельд      |
| 1979 | ф  | Европейцы               | The Europeans               | Евгения Янг          |
| 1980 | ф  | Награда                 | Tribute                     | Мэгги Стрэттон       |
| 1989 | тф | Вокруг света за 80 дней | Around the World in 80 Days | Сара Бернар          |

## Награды
- Приз за лучшую женскую роль МКФ в Сан-Себастьяне 1963 года за фильм «Дни вина и роз»
- Золотой глобус 1974 — «Лучшая драматическая телевизионная актриса» («Голубой рыцарь»)
- Золотой глобус 1976 — «Лучшая драматическая телевизионная актриса» («Леди Рэндольф Черчилль»)
- BAFTA 1975 — «Лучшая телевизионная актриса» («Дженни: Леди Рэндольф Черчилль»)